# 萬年塔山
萬年塔山，又稱萬年塔，是台灣新北市五股區成州里、成功里交界處的一座小山頭，標高131公尺。該山北側為觀音坑溪谷地，西南側為五股坑溪支流御史坑溪谷地，東側為塭子川。
萬年塔山位於成子寮聚落西南側，是一座獨立火山，噴發年代約在二十餘萬年前，其組成岩石主要為橄欖石玄武岩。:150該火山屬於大屯火山群之下觀音山亞群。
萬年塔原為五股西雲寺所屬「五靈塔」當中的一座寶塔，位於該山東南側山腰。